# Slaget vid Zama
Slaget vid Zama utkämpades omkring den 19 oktober 202 f.Kr. och markerade det sista och avgörande slaget av andra puniska kriget. Vid Zama möttes de två fältherrarna Scipio Africanus och Hannibal. Hannibal hade just återvänt från Italien, efter att ha vunnit flera stora segrar. Karthagerna hade dock drivits ut ur Spanien och Scipios armé hotade själva Karthago. 15 år tidigare hade Hannibal stått utanför Rom. Situationen hade förändrats. 

## Slaget
Slaget inleddes med en kavallerioffensiv utanför flankerna. Numidien hade under romerskt hot bytt sida, vilket fick avgörande inverkan på slaget - romarna blev direkt överlägsna i kavalleri, något som Hannibal vunnit alla sina segrar med, inte minst vid Slaget vid Cannae. Karthagerna kämpade tappert men jagades iväg och förföljdes av de romerska och numidiska ryttarna.
Hannibal trodde sig se sin chans, nu när kavalleriet var borta. Han anföll på fronten, och försökte överflygla romarna, vilket dock misslyckades. Striderna blev hårda, men avgörandet tycktes falla då Hannibals legosoldater retirerade från fronten, de värvade bönderna likaså.
Nu hade Hannibal bara en tredjedel av styrkan kvar. Dessa fortsatte dock att kämpa ursinnigt, men plötsligt återvände det romerska och numidiska kavalleriet och angrep Hannibals trupper i ryggen.
Slaget var därmed förlorat för Hannibal. I freden året därpå tvingades Karthago till att upplösa sina arméer och sin flotta, och Hannibal fick fly.